# Need for Speed: Most Wanted (2005)
Need for Speed: Most Wanted is een computerspel uit 2005 in de reeks Need for Speed en kwam uit voor verschillende spelcomputers: PlayStation 2, Xbox, Xbox 360, Nintendo DS, Gamecube, Gameboy Advance, PSP, Apple Macintosh, PC en op Playstation 3 is de Playstation 2 versie te downloaden.
Een versie voor de PlayStation Portable (PSP) kwam in datzelfde jaar uit onder de titel Need for Speed: Most Wanted 5-1-0.

## Carrière
De carrière is het eigenlijke spel. Hier volgt een beschrijving ervan.
Daarnaast is er ook nog de Challenge-serie waarin men andere kortere races kan doen.

## Korte samenvatting
In het begin van het spel heeft de speler zijn auto, een BMW M3 GTR. Als hij naar de nummer 15 van de blacklist, Razor, gaat zegt een vriendin van een racer daar dat de auto van de speler de beste is van alle auto's daar aanwezig. Daarom daagt Razor de speler uit voor een race. Eerst moet de speler, om zichzelf te bewijzen, een aantal racers verslaan. Hierna moet de speler tegen Razor zelf racen. Maar voordat hij de race af kan maken zegt Mia (de vriendin) tegen de speler dat er een enorme laag olie bij de startlijn ligt. Razor heeft de auto van de speler beschadigd door de olietank lek te steken. Midden in de race valt de auto van de speler stil. Omdat de speler zijn auto ingezet heeft voor de race, krijgt Razor deze.
De speler zelf wordt opgepakt door Cross, een politieagent. Maar al snel wordt hij weer vrijgelaten omdat de politie geen bewijs heeft. De speler wordt opgepikt door Mia, die hem een schuilplaats toont en uitleg geeft over de Blacklist. Hierna koopt de speler zijn eigen auto en probeert elke racer op de Blacklist te verslaan.

## Lange samenvatting
Het spel begint met de hoofdpersoon van het spel, de onbekende speler, die met de nummer 15 van de Black List een straatrace aangaat. Onderweg krijgt de speler het bericht van ene Mia, waarvan men later erachter komt dat het een vriendin van de speler is, dat de speler een heel oliespoor bij de start heeft achtergelaten. Dit is een voorbeschouwing want de race eindigt in een open einde. Vervolgens wordt er in een filmpje getoond wat er voor de race gebeurd was.

### Aankomst in Rockport
De dag dat de speler aankomt in Rockport, 6 dagen voor de eerste race van het spel, wordt hij aangehouden door een politieauto. Hierin zitten Sergeant Cross en zijn elegante assistente. Zij willen de auto in beslag nemen en de speler arresteren maar worden hiervan onthouden als zij opgeroepen worden door medeagenten om zich bij een achtervolging van meerdere racers te voegen. Sergeant Cross vertrekt met de waarschuwing "de straatraces in Rockport zijn voorbij".

### Reputatie opbouwen
Vier dagen voor de race met Razor zwerft de speler op straat op zoek naar een race. Hij wordt uitgedaagd door Ronnie Mc Crea, een handlanger van Razor. Wanneer de speler deze race wint komen de wagens van beide aan bij de scheepswerf waar Razor en zijn handlangers rondhangen. Hier ontstaat een confrontatie tussen de speler en Razor. Maar Mia komt opdagen en neemt het voor de speler op. Zij beweert dat de speler iedereen eruit kan racen. Razor die de speler minacht zet 5000 dollar op zijn vriend Toru Sato. Mia verhoogt dit tot 10.000, waarop Razor de politie waarschuwt voor de race, zodat deze gevaarlijker en dus interessanter wordt. Ook deze race moet de speler zien te winnen, zoals eerder bij Ronnie.

### Rog en Razor
Aan het eind van deze gewonnen race tegen Toru en de twee anderen komt ene Rog opdagen. Hij lijkt de racer te kennen al wordt niet duidelijk waarom. Na een race met Rog en twee anderen gewonnen te hebben komt Razor op dagen om tegen de speler te rijden. Deze race eindigt met zoals eerder verteld een bericht van Mia dat de auto van de speler een heel oliespoor achterlaat. De auto begint te sputteren en stopt met rijden. Razor wint de race en de speler verliest zijn auto. Het is namelijk zo dat wanneer men een Black List racer uitdaagt men wel zijn auto moet inzetten.

### Gevangen
Wanneer Razor de auto heeft overgenomen, belt Razor de politie, die er ook meteen aan komt rijden. Meteen vluchten alle aanwezige racers weg. Alleen de speler blijft achter zonder een wagen. Daar wordt hij opgepakt door Sergeant Cross en zijn assistente. Hij komt in de gevangenis terecht maar wordt later vrij gesproken wegens gebrek aan bewijs. Men kan iemand namelijk niet veroordelen voor straatracen als deze geen auto heeft.

### Wraak
Mia wacht de speler buiten het politiebureau op en vertelt hem dat Razor de auto van de speler had gesaboteerd om zo de race te winnen. Met dezelfde gewonnen auto, een BMW M3 GTR, heeft hij vervolgens iedereen op de Black List verslagen en is hij nu Nummer 1 op de Black List, The Most Wanted/De meest gezochte. Hier begint het spel echt. Mia gaat de speler helpen om de BMW terug te krijgen. Hij kan tussen vier auto’s kiezen ( Lexus IS300, Fiat punto, Chevrolet Cobalt SS en een Volkswagen Golf) en moet hiermee verschillende races winnen en mijlpalen voltooien om daarna de nieuwe nummer 15 op de Black List te verslaan: Sonny.
Gedurende de kruistocht van de speler om zijn BMW terug te winnen krijgt hij hulp van Mia en Rog, die hem uitleg geven over hoe de Rockport politie te werk gaat. Ook neemt Razor geregeld contact op met de speler, wat begint als treiterij worden naarmate hij dichter bij zijn race met Razor komt. beschuldigingen dat de speler met de politie zou werken.

### De nummer 1
Zo gaat de speler de gehele Blacklist af. Een voor een verslaat deze zijn rivalen en komt uiteindelijk bij de nummer 1: Razor. Na Razor verslagen te hebben komt de confrontatie waarin Razor weigert de BMW M3 GTR af te staan, Mia pakt de sleutels van de BMW waarmee Razor de speler uit staat de dagen snel uit zijn handen.Razor probeert Mia de sleutels weer af te pakken maar onverwacht weet Mia hem op de grond te gooien. Als Razors volgelingen aan komen snellen laat ze een wapen zien en deze deinsen achteruit.

### Verraad
Plotseling komt de politie opdagen, en terwijl Razor en zijn volgelingen worden opgepakt weet de speler te ontsnappen. Mia wist de autosleutels van de BMW nog te overhandigen aan de speler. Dan komt Sergeant Cross in beeld en deze komt in de veronderstelling dat de meest gezochte straatracer van Rockport ontsnapt is. Nu blijkt dus dat Mia de speler wilde verraden aan de politie maar dit deed ze uiteindelijk niet. De meest waarschijnlijke reden voor dit verraad was dat Mia haar wagen door de politie in beslag was genomen en dat ze door te infiltreren, en de speler aan te geven, haar wagen terug kon krijgen. De beschuldigingen van Razor richting de speler blijken terecht. Door het feit dat Cross de speler niet heeft opgepakt raakt hij zo gefrustreerd dat hij zijn assistente opdracht geeft de hele politieafdeling van Rockport achter de speler aan te sturen.

### De ontsnapping
Zo eindigt de confrontatie met Razor in een heftige politieachtervolging waarin Sergeant Cross iedere beschikbare eenheid inzet. Het Heatlevel is nu 6 en er is geen enkele mogelijkheid om te ontsnappen. Tot de speler het bericht van Mia krijgt dat hij kan ontsnappen via de oude brug, die aan het einde ligt van een weg die eerst afgesloten was van de rest van het spel. Na deze brug overgesprongen te zijn weet te speler te ontsnappen aan de agenten. Alleen Sergeant Cross weet de sprong te maken en zo gaat de achtervolging verder.
Hier begint het verhaal van Need for Speed: Carbon. Na deze gewaagde ontsnapping zet Sergeant Cross een arrestatieorder voor de speler neer, op federaal niveau.

## Blacklist
De blacklist is de lijst van de 15 meest gezochte racers in Rockport. De speler begint bij de laatste, nummer 15.
Om een racer persoonlijk uit te dagen moet de speler eerst een aantal races tegen anderen winnen, ook moet de speler tijdens achtervolgingen bepaalde doelstellingen voltooien.
Dit zijn de racers op de Blacklist met hun auto.
Ze staan gesorteerd zoals op de Blacklist.
Ten eerste de volledige naam, gevolgd door de alias en vervolgens de wagen van de racer.
1. Clarence Callahan - Razor. BMW M3 GTR (voordat de speler zijn BMW kwijtraakte, reed Razor in een Ford Mustang GT)
2. Toru Sato - Bull. Mercedes-Benz SLR McLaren.
3. Ronald McCrea - Ronnie. Aston Martin DB9 (voordat de speler zijn BMW kwijtraakte, reed Ronnie in een Toyota Supra)
4. Joe Vega - JV. Dodge Viper SRT-10.
5. Wes Allen - Webster. Chevrolet Corvette C6.
6. Hector Domingo - Ming. Lamborghini Gallardo.
7. Kira Nakazato - Kaze. Mercedes-Benz CLK 500.
8. Jade Barrett - Jewels. Ford Mustang GT.
9. Eugene James - Earl. Mitsubischi Lancer EVOLUTION VIII.
10. Karl Smit - De Baron. Porsche Cayman S.
11. Lou Park - Big Lou. Mitsubishi Eclipse.
12. Isabel Diaz - Izzy. Mazda RX-8.
13. Victor Vasquez - Vic. Toyota Supra.
14. Vince Killic - Taz. Lexus IS300.
15. Ho Seun - Sonny. Volkswagen Golf GTI.

Naast deze 15 is er nog de 16e blacklist racer. Alleen hoeft deze niet verslagen te worden in het spel en is het ook geen vijand maar juist een vriend en helper van de speler. De competitie tussen de racers gaat dus niet verder dan de nummer 15. Rog, zoals de nummer 16 heet, is alleen de op 15 na meest gezochte racer.
16. Rog - Pontiac GTO. 
Hiervoor reed Rog in een Ford Mustang GT

## Auto's
1. Aston Martin DB9
2. Audi A3 3.2 quattro
3. Audi A4 3.2 FSI quattro
4. Audi TT 3.2 quattro
5. BMW M3 GTR (E46)
6. Cadillac CTS
7. Chevrolet Camaro SS
8. Chevrolet Corvette C6
9. Chevrolet Corvette C6R
10. Chevrolet Cobalt SS
11. Dodge Viper SRT-10
12. Fiat Punto
13. Ford GT
14. Ford Mustang GT
15. Lamborghini Gallardo
16. Lamborghini Murciélago
17. Lexus IS 300
18. Lotus Elise
19. Mazda RX-7
20. Mazda RX-8
21. Mercedes-Benz CLK 500
22. Mercedes-Benz CLS55 AMG
23. Mercedes-Benz SL 500
24. Mercedes-Benz SL65 AMG
25. Mercedes-Benz SLR McLaren
26. Mitsubishi Eclipse
27. Mitsubishi Lancer Evolution VIII
28. Pontiac GTO
29. Porsche 911 Carrera S
30. Porsche 911 GT2
31. Porsche 911 GT3
32. Porsche 911 Turbo S
33. Porsche Carrera GT
34. Porsche Cayman S
35. Renault Clio V6
36. Subaru Impreza WRX
37. Toyota Supra
38. Vauxhall Monaro VXR
39. Volkswagen Golf GTI
40. Chevrolet Corvette C6

## Racen
Om de volgende racer op de Blacklist uit te dagen moet de speler eerst een aantal races winnen. Racen is ook handig om geld te verdienen. In het begin moeten er niet veel races gewonnen worden en krijgt men ook niet zoveel geld. Men moet ook nog langs een flitspaal rijden met een snelheid die wordt aangeduid.
Er zijn 6 racetypen:
1. Circuit: de speler rijdt simpelweg een aantal ronden.
2. Sprint: geen ronden, maar van het ene punt naar het ander.
3. Knock-out per ronde: een circuit van 3 ronden, maar na elke ronde valt de laatste af.
4. Drag: korte sprint waarin de speler zelf moet schakelen en waarbij sturen automatisch gaat (wel kan men van baan wisselen).
5. Tolhuisjes: van tolhuis naar tolhuis tegen tijd, na elk huisje krijgt de speler nieuwe tijd plus de tijd die de speler over had bij het vorige.
6. Radar: rij zo snel mogelijk langs flitspalen, de snelheid wordt opgeteld. Diegene met de meeste totale snelheid wint. Vanaf de eerste echter is aangekomen, begint de totale snelheid van de anderen te verminderen.

## Politie

### Achtervolgingen
Tijdens het spel moet de speler ook doelstellingen tijdens achtervolgingen realiseren om verder te geraken.
Een achtervolging begint als men in het zicht komt van de politie of als men er een uitlokt via het menu "Premie" in de "Blacklist 15".
In totaal zijn er 7 heatlevels waarvan nummers 1 t/m 5 in de carrière beschikbaar zijn, in het begin is dit 1 en 2, na het verslaan van nummer 13 komt 3, na het verslaan van nummer 9 komt 4 en na het verslaan van nummer 6 komt heat level 5. Nummer 6 is alleen bij de laatste achtervolging in de carrière na de overwinning op Razor, en de 7e is alleen in de challenge serie.
De 7 heatlevels:
1. Burgerpolitie (250 premie), maximum 5 politiewagens
2. Undercover-burgerpolitie (500 premie), maximum 10 politiewagens, wegversperringen.
3. Staatspolitie (Pontiac GTO - 2.500 premie), Lichte SUV (10.000 premie), maximum 15 politiewagens, wegversperringen.
4. Staatsundercoverpolitie (Pontiac GTO - 5.000 premie), Zware SUV (15.000 premie), helikopter, maximum 20 politiewagens, wegversperringen, wegversperringen met kraaienpoten.
5. Federale politie (Corvette C6 - 20.000 premie), Sergeant Cross (Corvette C6 ZO6 - 100.000 premie),Zware SUV (15.000 premie), helikopter, maximum 25 politiewagens, wegversperringen, wegversperringen met kraaienpoten.
6. Federale undercoverpolitie (Corvette C6 - 25.000 premie), Sergeant Cross (Corvette C6 ZO6 - 100.000 premie), Zware SUV (15.000 premie), helikopter, maximum 30 politiewagens, wegversperringen, wegversperringen met kraaienpoten.
7. Zware SUV (15.000 premie), maximum 15 politiewagens, wegversperringen, wegversperringen met kraaienpoten.

De undercoverpolitie onderscheidt zich van de gewone politie door de kleur. De undercoverpolitie gebruikt zwarte auto's en de gewone politie zwart-witte auto's.
Vanaf heatniveu 4 zal de politie een helikopter inzetten om de speler bij te houden. deze volgt de achtervolging vanuit de lucht. Wanneer hij te veel schade oploopt of weinig brandstof meer heeft zal de helikopter wegvliegen. Ook is het mogelijk dat deze op de weg land en een onderdeel vormt van een wegversperring, ook kan de helikopter de speler vanuit de lucht duwen om hem te vertragen. De speler kan 
de helikopter afschudden door onder een brug door te rijden of door een tunnel te vluchten.
Sergeant Cross:
Cross zal de achtervolging persoonlijk bijwonen vanaf heatniveau 5. Cross rijdt in een Corvette C6 Z06, die vooral kenmerkgelijk is aan de kleur van de auto. als Cross achter de speler aan zit is zijn stem ook te horen op de politieradio, en hij zal bevelen uitdelen aan zijn mede agenten. het is echter niet gebruikelijk dat Cross de achtervolging bijwoont, hij komt lang niet altijd opdagen maar geeft wel een flinke hoeveelheid premie (100.000) als zijn auto door de speler wordt uitgeschakeld.

### Sergeant Cross
Vanaf heat level 5 zal Sergeant Cross ook de achtervolging inzetten. Cross rijdt in een Corvette C6, al ziet deze er anders uit. De politieauto van Sergeant Cross is te onderscheiden aan de kleur zwart, waar de normale federale politieauto wit gekleurd is. Cross blijft achter de speler rijden en geeft aanwijzingen aan de andere agenten, zijn stem is ook te horen op de politieradio. Als de speler hem uitschakelt krijgt hij 100.000 premie.
Het is echter niet vanzelfsprekend dat Cross de achtervolging zal bijwonen. Het spawn-gedrag van Cross is aanzienlijk anders van de andere politieauto's, hoewel hij wel onderdeel kan uitmaken van een wegversperring. 
De auto van Sergeant Cross wordt vrijgespeeld als de speler de hoofd verhaallijn afmaakt. De auto zal echter donkergeel zijn in plaats van zwart met wit. De Corvette van Cross heeft slechts één stoel, wat tegenstrijdig is met de Cutscenes tijdens het spel, aangezien de assistente van Cross meerijdt, maar eigenlijk nergens kan zitten.

## Cartuning
De speler kan zijn auto aanpassen in shops. Allereerst kan hij de prestaties van zijn wagen verhogen. Ook het uiterlijk van de wagen kan worden aangepast. De speler kan onderdelen toevoegen en de lak en bestickering veranderen. Als aan het eind van het spel de oude vertrouwde BMW van Razor is teruggewonnen, kan de speler alleen het uiterlijk van de auto aanpassen.

## Buiten de carrière
Buiten de carrière-modus kunnen spelers ook racen met twee tegelijk, racen oefenen, een wagenpark opbouwen en de challenge serie spelen om de eigen race- en achtervolgingsvaardigheden te verbeteren en om speciale wagens vrij te spelen. In het wagenpark kan men maar 20 wagens behouden

## Challenge-serie
In de Challenge-serie moet de speler proberen 69 opdrachten tot een goed einde te brengen. Elke oneven opdracht is een tolhuis-race, behalve de 69ste. De 69e challenge kan men alleen spelen als men in het menu 'Klik op Start' de cheatcode "BURGERKING" invoert (alleen op de computer, de spelcomputer(s) hebben een andere Code voor deze uitdaging.). De even opdrachten inclusief opdracht 69 zijn politie-opdrachten. Naast de 'gewone' raceauto's zijn er ook speciale voertuigen waarmee je deze moet voltooien:
- In race 41 moet de speler een pizzawagentje (met 1.1 liter motor) besturen.
- In race 42 moet de speler een pick-up besturen.
- In race 43 moet de speler een monovolume besturen.
- In race 44 moet de speler een politiewagen van heat level 1 besturen (waarbij hij zelf nog altijd door politie level 4 achtervolgd wordt).
- In race 45 moet de speler een politiewagen van heat level 3 besturen (waarbij hijzelf nog altijd door politie level 1 achtervolgd kan worden).
- In race 46 moet de speler een vuilniswagen besturen.
- In race 47 moet de speler een taxi besturen.
- In race 48 moet de speler een politie-SUV besturen. (waarbij hij zelf nog altijd door politie level 3 achtervolgd wordt).
- In race 49 moet de speler een politiewagen van heat level 5 besturen (waarbij hij zelf nog altijd door politie level 1 achtervolgd kan worden).
- In race 50 moet de speler een betonmolen besturen.

Alle auto's waarmee de speler in de Challenge serie rijdt, hebben lachgas (nitro).

## Trivia
- Wie op de dag van uitgave geflitst werd, kreeg een gratis exemplaar als hij een kopie van de bekeuring naar EA games stuurde.
- Als men in Carrière bij de blacklist kijkt, zal er altijd Blacklist 15 blijven staan; het maakt niet uit of de speler de blacklist 14 heeft verslagen, of dat men al tegen Razor (1) moet racen.
- De plattegrond van Most Wanted keert terug in Need for Speed: World
- De delen van de plattegrond werden gebruikt voor de PlayStation Portable versie van Need for Speed: Carbon Own the City en in de PlayStation 2 en Wii versie van Need for Speed: Undercover.
- Hackers hebben ontdekt dat Rog gepland was om de eerste eindbaas te zijn, dit werd om onbekende redenen eruit gehaald.
- Het spel is opgenomen in het boek 1001 video games you must play before you die van Tony Mott.